# مدوز پلیس (تگزاس)
مدوز پلیس، تگزاس(به انگلیسی: Meadows Place, Texas) شهری در ایالت تگزاس از ایالات جنوبی ایالات متحده آمریکا است. در سرشماری سال ۲۰۰۰، جمعیت این شهر ۴۹۱۲ نفر اعلام شد.

## نگارخانه

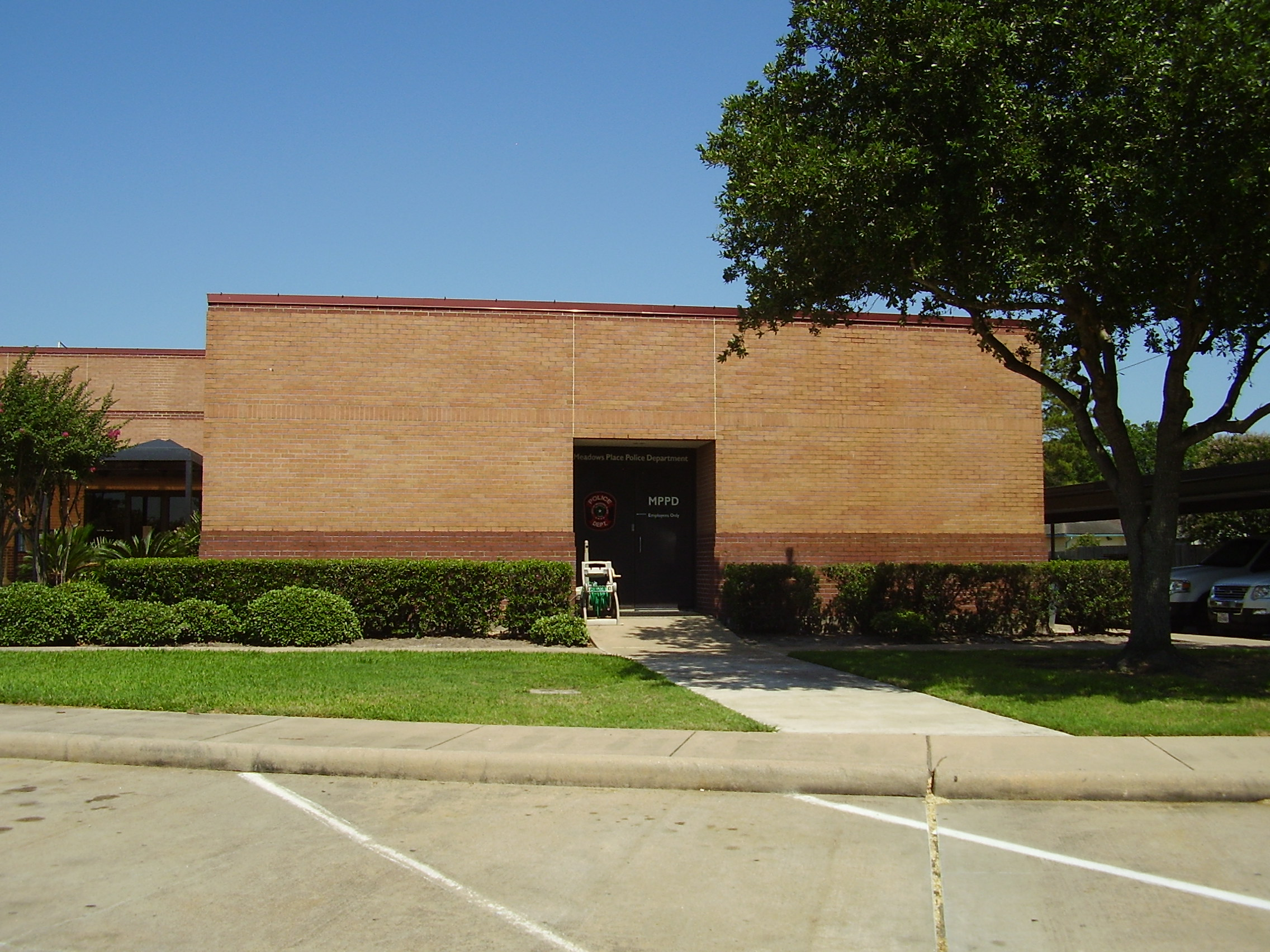
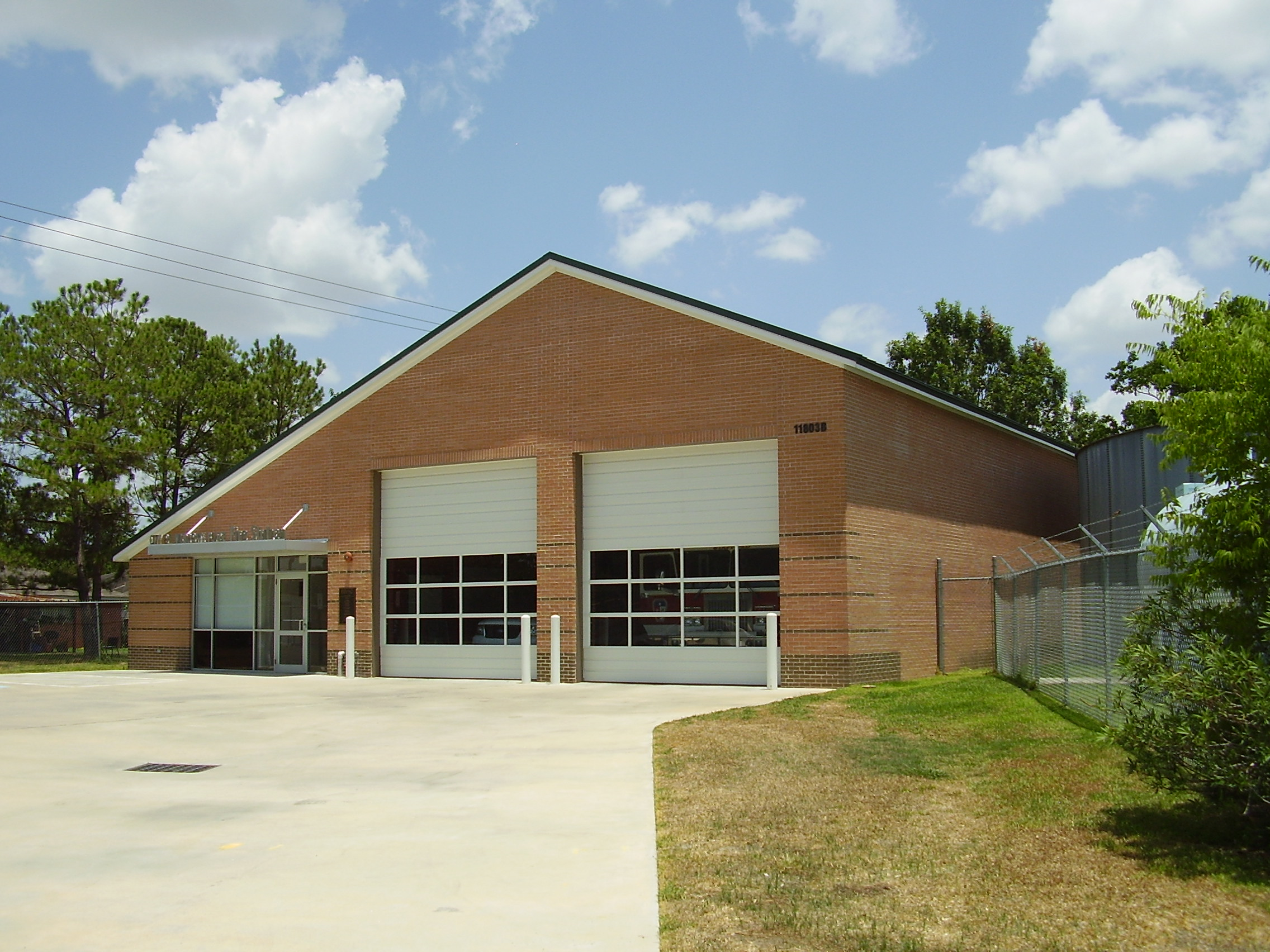
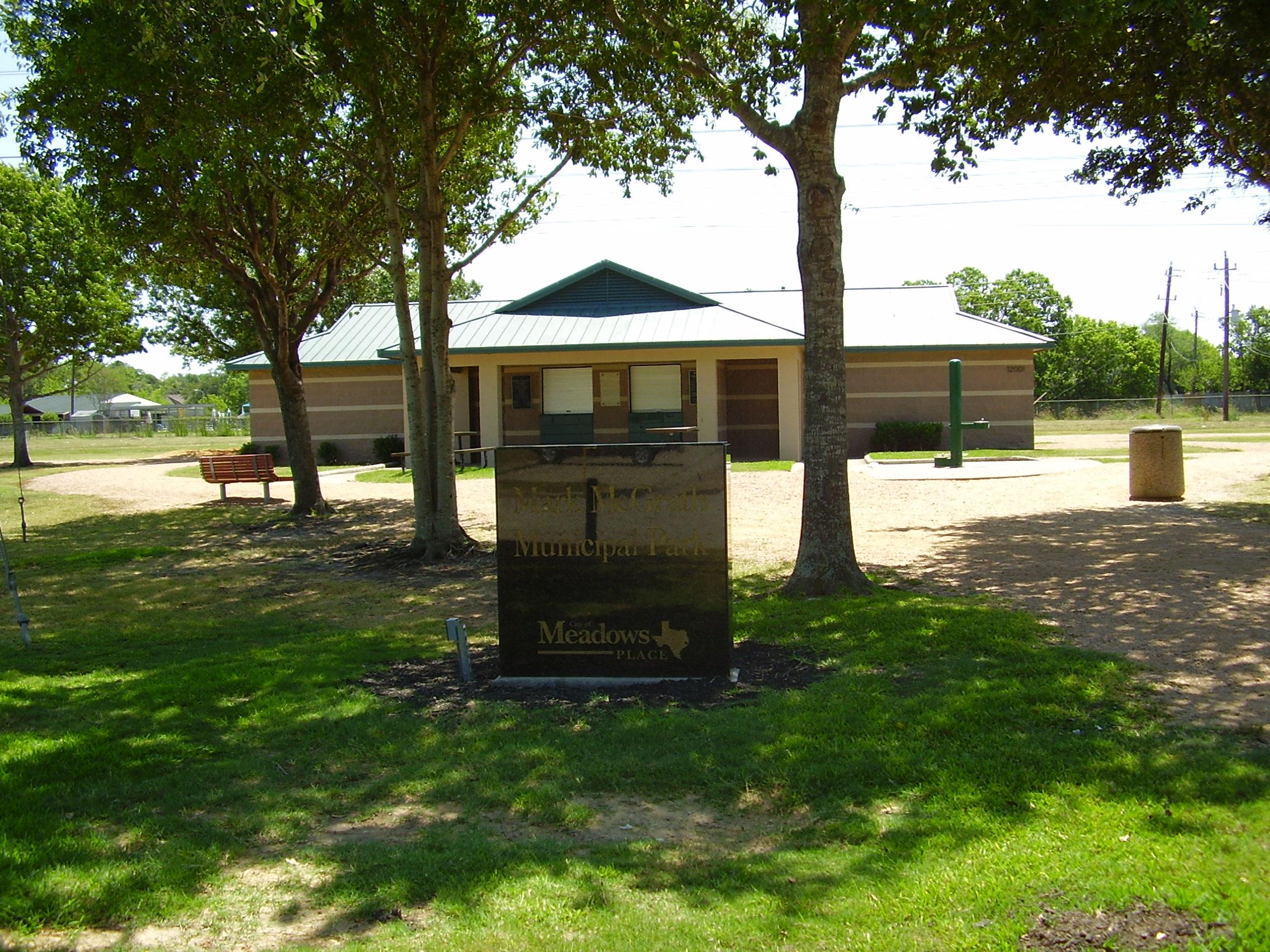